# Anton Walzer
Anton Walzer (* 27. April 1902 in Weiler bei Ravensburg; † 8. Oktober 1962 in Berlin) war ein Todesopfer an der Berliner Mauer. Angehörige der Grenztruppen der DDR erschossen ihn bei einem Fluchtversuch von Friedrichshain nach Kreuzberg in der Spree nahe der Oberbaumbrücke.

## Leben
Anton Walzer wurde in Weiler bei Ravensburg geboren. Er erlernte den Beruf des Lackierers. Mitte der 1920er heiratete er seine erste Ehefrau, mit der er zwei Kinder bekam. Sie wohnten in Berlin-Weißensee. Nach 1945 heiratete er erneut und beschloss 1955, die DDR zu verlassen und nach Westdeutschland zu gehen. Wegen einer schweren Erkrankung seiner Schwiegermutter kehrte er 1958 nach Ost-Berlin zurück. Als Rückkehrer galt er in der DDR als „politisch unzuverlässig“ und wurde bei der Zuteilung eines Arbeitsplatzes benachteiligt. Zwar durfte er wieder in seinem früheren Betrieb anfangen, jedoch in einer geringer qualifizierten Funktion. Mit seiner Situation unzufrieden, begann er häufig Alkohol zu trinken. Seine zweite Ehe ging in die Brüche.

### Fluchtversuch

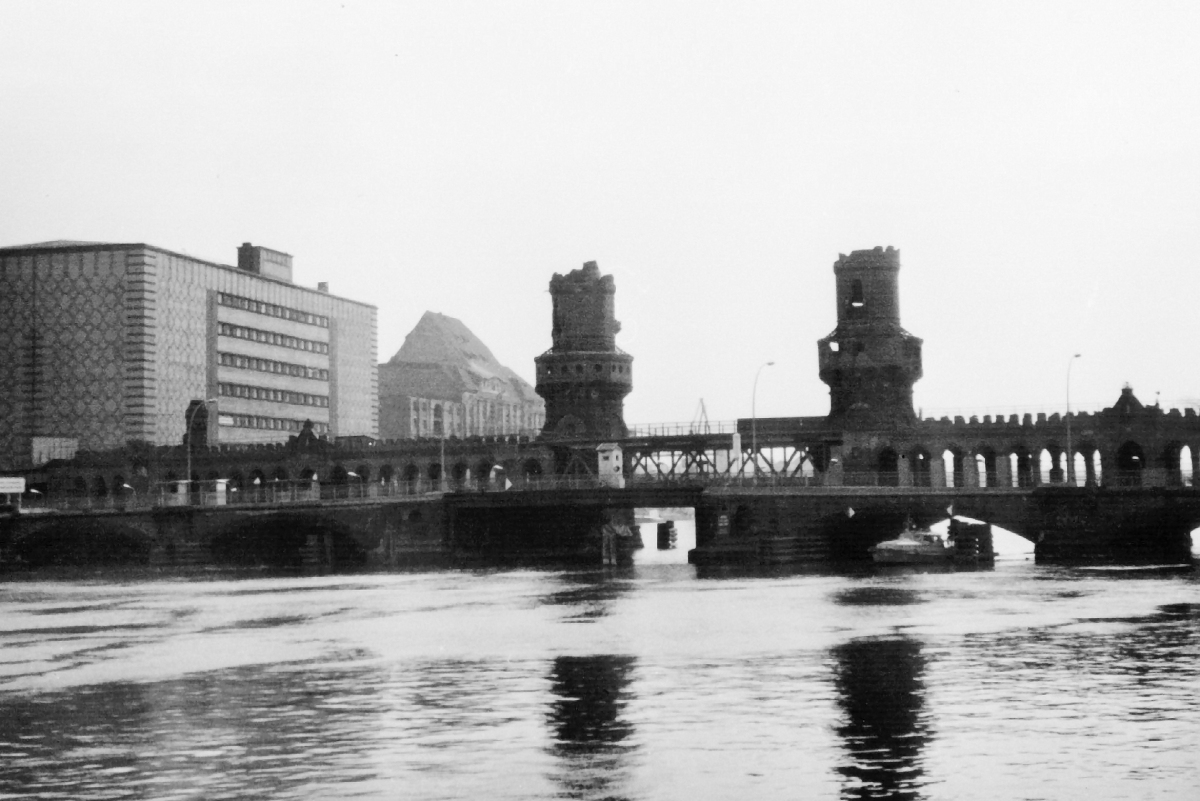
Aufnahme der Oberbaumbrücke, in deren Nähe Anton Walzer ins Wasser ging (1966)

Am Abend des 8. Oktober 1962 begab er sich an das Ufer der Spree nahe der Oberbaumbrücke, um nach West-Berlin zu schwimmen. Er schlich auf einen dort vertäuten Lastkahn und ging von diesem aus gegen 22.15 Uhr ins Wasser. Grenzer entdeckten den Flüchtenden und eröffneten das Feuer auf ihn. Dabei trafen sie auch das West-Berliner Gröbenufer. Ein dort stehender Polizist begann auf die Grenzer zu schießen. Währenddessen schwamm Anton Walzer weiter auf das andere Ufer zu. Einer der 18 durch den Grenzer Arno O. abgegebenen Schüsse traf den Schwimmer am Kopf. Anton Walzer war sofort tot und versank im Wasser.
Die Grenzer suchten, unter „Mörder, Mörder“-Rufen vom Kreuzberger Ufer, mit einem Boot nach dem Leichnam, ohne ihn in der Dunkelheit zu finden. Am nächsten Morgen kam die Ost-Berliner Wasserschutzpolizei und Feuerwehr mit Tauchern hinzu. Als sie den Toten gegen 8.30 Uhr fanden, positionierten sie ein Einsatzboot so, dass die Bergung von West-Berlin nicht gesehen oder fotografiert werden konnte. Diese Taktik war nach dem Tod von Peter Fechter befohlen worden, um negative Schlagzeilen zu verhindern. Am Ufer kam es zu mehrtägigen Protesten gegen das Grenzregime.
Die Behörden der DDR stellten den Vorfall als bewaffnete Provokation dar. Die beteiligten Grenzsoldaten hätten taktisch richtig gehandelt. Nach der deutschen Wiedervereinigung kam es zu einem Verfahren gegen den Mauerschützen, das am 12. August 1994 mit einer Verurteilung von Arno O. wegen Totschlags  zu 18 Monaten Freiheitsstrafe auf Bewährung durch das Landgericht Berlin endete.